# 印田駅
印田駅（いんでんえき）は、かつて愛知県一宮市印田（現・印田通）にあった名古屋鉄道一宮線の駅（廃駅）である。

## 歴史[1]
- 1912年（大正元年）8月6日 - 開業、有人駅。
- 1942年（昭和17年）頃 - 休止
- 1954年（昭和29年）1月1日 - 復活、同時に無人化される。
- 1965年（昭和40年）4月25日 - 廃止

## 駅構造
- かつては相対式2面2線だったが単線化後に復活した駅は1面1線となっていた。

### 配線図
| ← 岩倉方面                                        | 印田駅 構内配線略図 | → 東一宮方面 |
| 凡例 出典: 破線および薄色のホームは複線時代の構造 |                     |              |

## 現況
- 名古屋鉄道一宮線の跡は、愛知県道149号浅野羽根岩倉線になっている。
- 当駅の跡地は、アオキスーパー一宮店の東約50mの信号機のある交差点の東側付近である。

## その他

### 西印田駅
西印田駅（にしいんでんえき）は一宮線開業時の暫定の終着駅である。東一宮駅への延長により、東一宮駅の開業日に廃止された。存在した期間はわずか半年未満であった。東一宮駅より岩倉駅へ0.6km付近に存在した。
- 1912年（大正元年）8月6日 - 開業
- 1913年（大正2年）1月25日 - 廃止

## 隣の駅
名古屋鉄道
一宮線 
浅野駅 - 印田駅 - 西印田駅 - 花岡町駅